# Hugues de Saint-Pol
Hugues de Saint-Pol (auch Hughes, lat. Hugo de Sancto Paulo, * vor 1122; † um 1157) war ein französischer Adliger und Großmeister des Lazarusordens.
Er war der zweitgeborene Sohn des Grafen Hugo III. von St. Pol (Haus Candavene). Als sein Vater 1137 das Kloster Cercamp stiftete, ist er als Zeuge urkundlich belegt. Als der Vater 1145 starb, erbte sein älterer Bruder Enguerrand dessen Grafschaft Saint-Pol.
Hugues schlug wahrscheinlich eine geistliche Laufbahn ein. Um 1155 hielt er sich in Jerusalem auf und wurde zum Großmeister des Lazarusordens gewählt.
Als er um 1158 starb, wurde Raymond du Puy, der schon seit 1120 Großmeister des Johanniterordens war, zu seinem Nachfolger gewählt.